# Desa Rembul (administrativ by i Indonesien, lat -7,08, long 109,30)
Desa Rembul är en administrativ by i Indonesien.   Den ligger i provinsen Jawa Tengah, i den västra delen av landet, 290 km öster om huvudstaden Jakarta.